# Pohlia pseudophilonotula
Pohlia pseudophilonotula är en bladmossart som beskrevs av Brotherus 1903. Pohlia pseudophilonotula ingår i släktet nickmossor, och familjen Bryaceae. Inga underarter finns listade i Catalogue of Life.